# زندگی روزمره پسران دبیرستانی
زندگی روزمره پسران دبیرستانی (به انگلیسی: Daily Lives of High School Boys) مجموعه مانگا ژاپنی نوشته و تصویرگری یاسونوبو یامائوچی است که از ۲۱ می ۲۰۰۹ تا ۲۷ سپتامبر ۲۰۱۲ منتشر شد و در هفت جلد تانکوبون گردآوری شده است. مجموعه تلویزیونی انیمه اقتباسی تولید استودیو سان‌رایز در دوازده قسمت بین ۹ ژانویه تا ۲۶ مارس ۲۰۱۲ پخش شد. همچنین یک فیلم لایو اکشن به کارگردانی دایگو ماتسویی در ۱۲ اکتبر ۲۰۱۳ اکران شد.

## داستان
داستان حول محور زندگی روزمره سه دوست پسر مدرسه ای می‌چرخد. تاداکونی، هیدنوری تاباتا و یوشیتاکه تاناکا از دبیرستان پسرانه سانادا شمالی و تعاملات مختلف آنها با سایر دانش آموزان مدرسه و تلاش‌های آنها برای گذر از سن بلوغ.